# کفچه‌ماران
کفچه‌ماران (نام علمی: Elapidae) نام یک خانواده از فروراسته ناکورماریان است.

## ویژگی‌ها

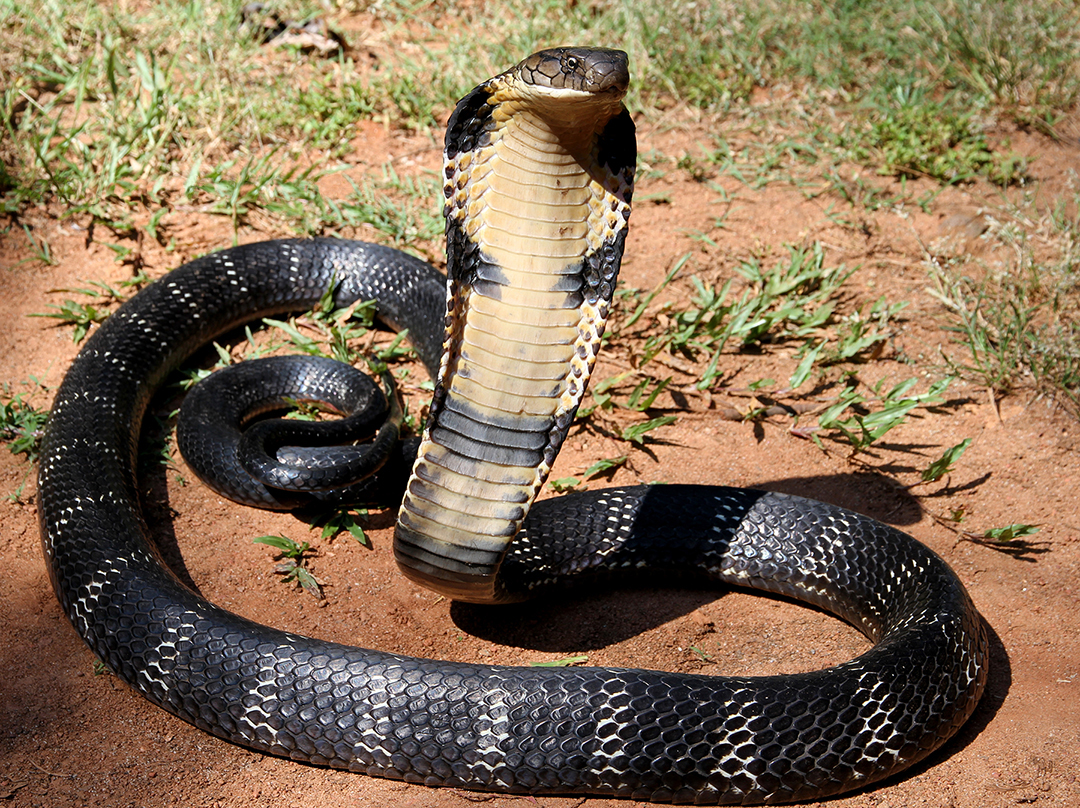
کفچه‌ماران

کفچه‌ماران در مناطق گرمسیری و نیمه‌گرمسیری و در قاره‌های آسیا، آفریقا، اقیانوسیه و آمریکا یافت می‌شوند. برخی از آن‌ها آبزی بوده و در مناطقی از اقیانوس آرام و اقیانوس هند، پراکندگی دارند. کفچه‌مارها دارای اندازه‌های بسیار متنوعی هستند. مار لب سفید، تنها ۱۸ سانتی‌متر طول دارد اما شاه کبری تا ۵/۸۵ متر طول دارد. زهر اکثر کفچه‌مارها از نوع نوروتوکسین است که بر دستگاه عصبی جانور گزیده‌شده تأثیر می‌گذارد. خانواده کفچه‌ماران شامل ۵۵ سرده، ۳۶۰ گونه و بیش از ۱۷۰ زیرگونه است.